# Wきっぷ
Wきっぷ（ダブルきっぷ）は、東日本旅客鉄道（JR東日本）東北本部がメインとなって発売している特別企画乗車券である。なお、本項では、新幹線Wきっぷ（新幹線ダブルきっぷ）及びしらゆきWきっぷについても当記事で説明する。

## 概要

### Wきっぷ

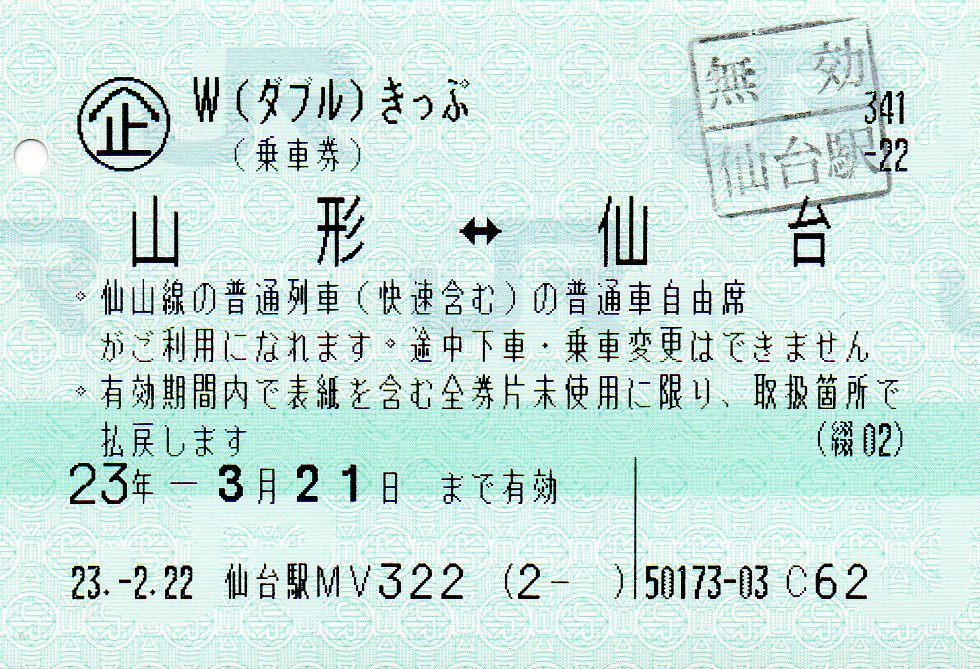
Wきっぷ山形 - 仙台間（みどりの窓口・指定席券売機・マルス発行）

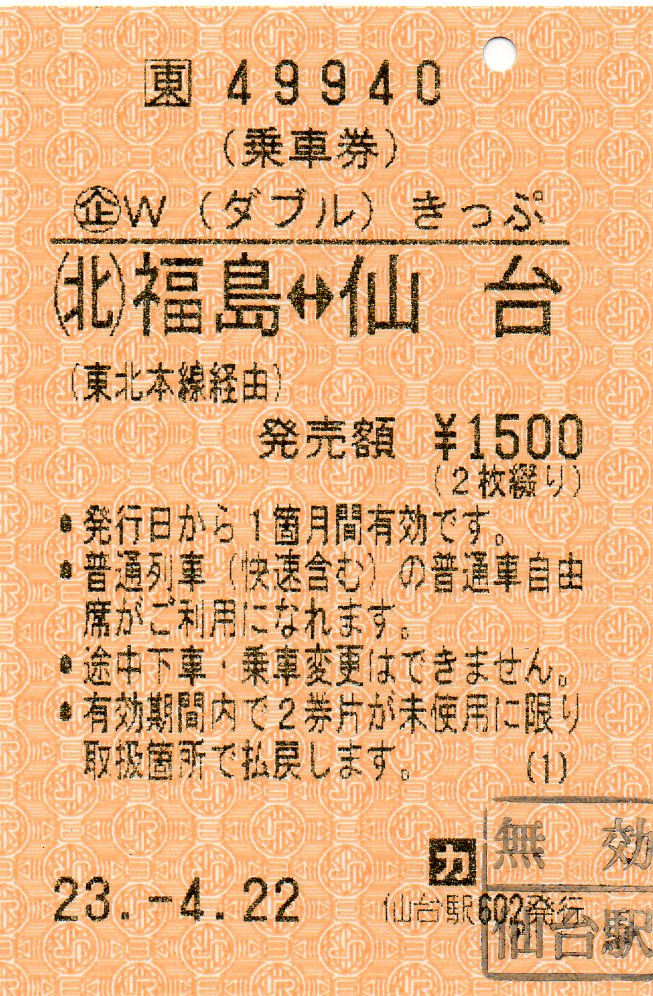
Wきっぷ福島 - 仙台間（自動券売機発行）

元々は東北本部管内では特別企画乗車券タイプの4枚綴り回数券や往復乗車券を発売していたが、これを名称統一し2枚綴り回数券タイプとしたものがWきっぷである。
2枚綴りで、普通列車の自由席が利用できる。別途特急券・急行券を購入すれば、新幹線や特急列車、座席指定の快速列車なども利用できる。

#### 設定区間
- 山形 - 仙台（奥羽本線・仙山線経由）
- 盛～気仙沼 - 仙台（大船渡線・気仙沼線・石巻線・東北本線経由）
- 石巻 - あおば通（仙石線経由）
- 喜多方～会津若松 - 郡山（磐越西線経由）

これらの設定区間は、全ての区間で高速バスと競合しており、特に仙台 - 山形間は高速バスの2回券に対抗するため通常の乗車券よりも大幅な値引率となっている。

#### 沿革
- 2008年7月1日 - 「南三陸・仙台往復きっぷ」「仙台・南三陸往復きっぷ」の代替として、「仙台 - 気仙沼・盛」を設定。
- 2014年4月1日 - 消費税増税に伴い、発売価格を変更。
- 2019年10月1日 - 消費税増税に伴い、発売価格を変更[1]。
- 2024年9月30日 - 仙台↔︎福島と福島↔︎郡山のWきっぷの販売を終了。

### 新幹線Wきっぷ

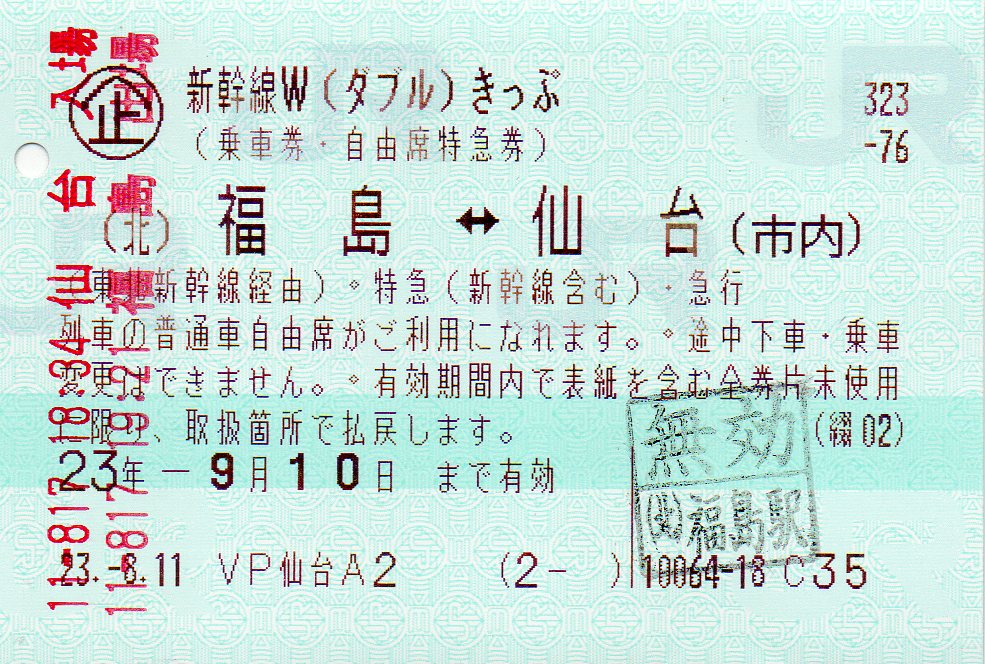
新幹線Wきっぷ福島 - 仙台間（みどりの窓口・指定席券売機発行）

新幹線Wきっぷ（しんかんせんダブルきっぷ）は、東日本旅客鉄道（JR東日本）盛岡支社と東北本部及び高崎支社で発売している特別企画乗車券である。なお、2015年3月14日からは新潟支社管内でも、取り扱いが開始された（後述）。
2021年3月31日、タッチでGo!新幹線サービスエリア拡大に伴い、発売終了し、4月30日で利用終了となった。とはいっても、前述のように既存の在来線用Wきっぷでも新幹線と同一扱いの路線を経由する場合は、特急券を購入すれば引き続き利用する事ができる。

#### 概要
- Wきっぷの新幹線版であり、新幹線自由席が利用できる2枚綴りの回数券である。
- 当初は東北本部管内のみ設定されていたが、盛岡支社管内で設定されていた「新幹線自由席回数券」（6枚綴り）を2枚綴りにした上で新幹線Wきっぷに統合した。また東北新幹線新青森開業に伴い、新設の七戸十和田発着分を除きそれまで発売されていた在来線利用の往復タイプの特別企画乗車券の後継商品としても設定された。
- 仙台発着の商品は郡山 - 一ノ関間から仙台市内への通勤・通学利用を想定しており、距離にかかわらず仙台側において特定市内制度が適用される。ただし白石蔵王駅からの新幹線Wきっぷの設定はない。
- 高崎支社での設定は安中榛名駅利用者の利便性を図るためであり、以前は発売箇所が同駅に限られていた。また、『高崎⇔安中榛名』のきっぷは、｢高崎⇔磯部間」の在来線区間の普通列車も利用可能。
- 弘前発着のきっぷは、弘前 - 新青森間の特急｢つがる｣の自由席を利用できる。

#### 設定区間
- 仙台市内（仙台） - 会津若松・喜多方間（「会津往復きっぷ」後継商品）
- 仙台市内 - 郡山
- 仙台市内 - 福島
- 仙台市内 - 古川
- 仙台市内 - くりこま高原（「新幹線自由席回数券」後継商品）
- 仙台市内 - 一ノ関（「新幹線自由席回数券」後継商品）
- 一ノ関 - 盛岡（「新幹線自由席回数券」後継商品）
- 水沢江刺 - 盛岡（「新幹線自由席回数券」後継商品）
- 北上 - 盛岡（「新幹線自由席回数券」後継商品）
- 盛岡 - 新青森・青森（「青森往復きっぷ」「盛岡往復きっぷ」後継商品）
- 盛岡 - 弘前
- 八戸・本八戸 - 新青森・青森（「青森往復きっぷ」「八戸往復きっぷ」後継商品）
- 八戸・本八戸 - 弘前（「弘前往復きっぷ」「八戸往復きっぷ」後継商品）
- 七戸十和田 - 新青森・青森
- 秋田新幹線区間内専用、秋田～盛岡間の各駅間
- 安中榛名 - 高崎
- 安中榛名 - 軽井沢
- 新潟 - 燕三条（「Sきっぷ」後継商品）
- 新潟 - 長岡（同上）
- 新潟 - 浦佐（同上）
- 新潟 - 越後湯沢（同上）
- 長岡 - 燕三条（同上）

#### 沿革
- 2010年
  - 3月1日 - 「仙台市内 - くりこま高原」「北上 - 盛岡」「水沢江刺 - 盛岡」を新たに設定。
  - 12月4日 - 「盛岡 - 新青森・青森」「盛岡 - 弘前」「八戸・本八戸 - 新青森・青森」「八戸・本八戸 - 弘前」「七戸十和田 - 新青森・青森」を新たに設定。
- 2011年4月1日 - 「一ノ関 - 盛岡」を新たに設定。また「安中榛名 - 高崎」「安中榛名 - 軽井沢」はこれまで安中榛名駅限定発売であったが、同日発売分より両端の駅で購入可能となった。
- 2014年4月1日 - 消費税増税に伴い、発売価格を変更。
- 2015年3月14日 - 上越新幹線区間のきっぷを新たに設定。
- 2019年10月1日 - 消費税増税に伴い、発売価格を変更[1]。
- 2021年
  - 3月31日 - タッチでGo!新幹線サービスエリア拡大に伴い、発売終了[2]。
  - 4月30日 - 利用終了。

### しらゆきWきっぷ
しらゆきWきっぷ（しらゆきダブルきっぷ）は、新潟支社で発売されている特別企画乗車券である。
2024年3月16日にえきねっと限定・指定席利用の「特急トクだ値1」発売により、3月15日で発売終了。

#### 概要
- 本きっぷは、特急「しらゆき」運行開始に伴い発売が開始され、「しらゆき」の自由席が利用できる2枚綴りの回数券である。

#### 設定区間
- 新潟 - 柏崎
- 新潟 - 直江津〜新井
- 長岡 - 直江津〜新井

#### 沿革
- 2015年3月14日 - 設定。
- 2019年10月1日 - 消費税増税に伴い、発売価格を変更[1]。
- 2020年4月1日 - えちごトキめき鉄道の運賃改定に伴い、発売価格を変更。
- 2024年3月15日 - 「特急トクだ値1」発売開始に伴い、発売終了[3]。

## 注意点
- 「八戸・本八戸 - 新青森・青森」と「八戸・本八戸 - 弘前」のきっぷで、青森市内または弘前駅から本八戸まで利用する場合、八戸駅では新幹線自動改札機[4]を利用せず、新幹線と青い森鉄道の有人改札を通らなければならない。なお、誤って本きっぷを八戸駅新幹線自動改札機を通した場合は、改めて青い森鉄道の自動券売機で乗車券を購入しなければならない。
- 気仙沼方面のWきっぷは発売自体はしているものの、東日本大震災以後の不通区間でBRT乗り換えが発生し乗車時間も以前よりかなり長くなっている。東北本線 - 大船渡線経由のルートは利用できない事になっている。駅内広告でも震災後しばらくの間、山形・福島方面などは掲示されていても気仙沼方面のWきっぷは広告から除外されていた。現在は柳津行直通BRTや専用道の整備が進み以前より利便性は向上している。
- 上越新幹線区間の新幹線Wきっぷで、並行する在来線の特急自由席は利用可能だが、しらゆきWきっぷで、並行する上越新幹線「新潟 - 長岡間」は利用できない（新幹線特急券を購入しても乗車不可）。

## 発売箇所
- 該当駅及び周辺地区のJRみどりの窓口及びびゅうプラザ、指定席券売機など。
  - 「福島 - 仙台」のWきっぷについては、仙台駅・福島駅・東福島駅・伊達駅・桑折駅の短距離自動券売機でも購入可能。
  - 「山形 - 仙台」のWきっぷについては、仙台駅・東照宮駅・陸前落合駅・愛子駅の短距離自動券売機でも購入可能。
- しらゆきWきっぷについては、利用区間により、発売箇所が異なる。
  - 「新潟 - 柏崎」…新発田、豊栄、新崎、東新潟、新潟、越後石山、亀田、荻川、新津、白山、関屋、小針、寺尾、新潟大学前、内野、柏崎の各駅と、びゅうプラザ新潟。
  - 「新潟 - 直江津～新井」…新発田、豊栄、新崎、東新潟、新潟、越後石山、亀田、荻川、新津、五泉、白山、関屋、小針の各駅。
  - 「長岡 - 直江津～新井」…上越妙高、犀潟、長岡、見附、宮内、小千谷、越後川口の各駅。
  - なお、「新潟 - 直江津～新井」間と「長岡 - 直江津～新井」間のWきっぷに限り、えちごトキめき鉄道の直江津・春日山・高田・新井・妙高高原・糸魚川の各駅でも発売。